# Provost marshal
Provost Marshal är en internationell benämning inom Militärpolisfunktionen närmast att likna vid Militärpolischef. Rollen är en stabsbefattning som åsyftar att säkerställa att Militärpolisresurser ordersätts med relevanta uppgifter kopplade till deras unika funktion och förmåga. Det åligger Provost Marshal att genom samverkan och i operationsplanering tillse att Militärpolisen nyttjas så att mesta möjliga effekt uppnås och att deras uppdrag ligger i linje med de huvuduppgifter som Militärpolisen har att beakta och den organisatoriska lokalisering Militärpolisresurserna innehar. 
I svenska Försvarsmakten agerar Provost Marshal militärpolisiär förman och ger stöd i utredningsarbete samt ansvarar för att säkerställa att kvalitén på utfört arbete håller god standard och kan utgöra beslutsunderlag för högre chef och, när så behövs, svensk domstol. Som förman ankommer det även på Provost Marshal att pröva eventuella tvångsmedel genomförda av Militärpoliser. Provost Marshal skall också till del utgöra juridisk rådgivare åt högre chef i frågor gällande straffrätt och krigets lagar.
I internationella insatser åligger samverkan på stabsnivå mellan andra nationers militärpolisfunktioner Provost Marshal, häri ingår koordinering av gemensamma militärpolisoperationer och utredningar.
Provost Marshal ansvarar för rapportering rörande militärpolisiära frågor till Högkvarteret och Militärpolisenheten samt tar i förekommande fall kontakt med åklagare då detta är påkallat av utredningstekniska skäl.
I internationella insatser ingår Provost Marshal vanligen i krishanteringsgruppen och har härvid ett särskilt ansvar att säkerställa att identifiering av avliden görs på ett korrekt sätt.
Provost Marshal finns på i brigadstaberna och har typiskt graden OF3, major. Även vid internationella insatser förekommer befattningen Provost Marshal.
Chefen för Militärpolisenheten är tillika Provost Marshal för hela Försvarsmakten.